# 向日町市
もしかして
- 向日市

ではありませんか？